# ري هان جاي
ري هان جاي (بالإنجليزية: Ri Han-Jae) (مواليد 21 يناير 1981 في كوراشيكي) لاعب كرة قدم كوري شمالي دولي يجيد اللعب في خط الوسط . يلعب حاليا لصالح نادي كونسادول سابورو الياباني منذ سنة 2010 .

## روابط خارجية
- ري هان جاي على موقع الاتحاد الدولي (مؤرشف)  (الإنجليزية)
- ري هان جاي على موقع رابطة كرة القدم اليابانية للمحترفين (اليابانية)
- ري هان جاي على موقع قاعدة بيانات كرة القدم.إي يو (الإنجليزية)
- ري هان جاي على موقع ناشيونال فوتبول تيمز (الإنجليزية)
- ري هان جاي على موقع Soccerway.com (الإنجليزية)